# Setipinna
Setipinna es un género de peces de la familia Engraulidae. Fue descrito por William Swainson en 1839.

## Especies
- Setipinna breviceps (Cantor, 1849)
- Setipinna brevifilis (Valenciennes, 1848)
- Setipinna melanochir (Bleeker, 1849)
- Setipinna paxtoni Wongratana, 1987[6]
- Setipinna phasa (F. Hamilton, 1822)
- Setipinna taty (Valenciennes, 1848)
- Setipinna tenuifilis (Valenciennes, 1848)
- Setipinna wheeleri Wongratana, 1983